# Morris Kline
Morris Kline (* 1. Mai 1908 in Brooklyn; † 10. Juni 1992 ebenda) war ein US-amerikanischer Mathematiker, der sich mit Geschichte, Philosophie und Didaktik der Mathematik beschäftigte.

## Leben
Kline war Sohn eines Buchhalters, wuchs in Brooklyn und Queens in New York City auf und studierte an der New York University (Bachelor 1930, Master 1932), wo er 1936 mit der Schrift Homomorphism and Isomorphism of Rings and Fields of Point Sets promoviert wurde. Danach war er von 1938 bis 1975 Assistent und später Professor an der New York University, von einer Zeit im Zweiten Weltkrieg als Zivilangestellter der US-Armee abgesehen.
Kline ist durch eine Vielzahl von Büchern bekannt, in denen er die Mathematik popularisierte. In didaktischen Fragen unterstrich er, stets die Verbindungen zu Anwendungen herzustellen, in der Grundschule mit mathematischen Rätseln und Anwendungen im Sport, in der High School mit Wahrscheinlichkeit und Statistik und auf dem College mit Physik und Computern. In seinem Buch Why Johnny can't Add von 1973 kritisierte er die in den 1960er Jahren aufgekommene „Neue Mathematik“, deren Denken von Bourbaki beeinflusst war. In Why the Professor can't teach beklagt er das didaktische Defizit vieler Professoren, die vor allem unter dem Druck stehen, Forschungsarbeiten zu veröffentlichen. Sein Hauptwerk ist seine umfangreiche und detaillierte Mathematikgeschichte Mathematical Thought from Ancient to Modern Times von 1972. Kulturellen Strömungen in der Mathematik ging er in Mathematics – the loss of certainty von 1980 nach.
Er war seit 1939 verheiratet und hatte zwei Töchter.

## Schriften
- Mit Irvin W. Kay: Introduction to Mathematics. Houghton Mifflin, 1937.
- Mathematics in Western Culture. Oxford University Press, 1953.
- Mathematics and the Physical World. T. Y. Crowell Co., 1959.
- Mathematics, A Cultural Approach. Addison-Wesley, 1962.
- mit Irvin W. Kay: Electromagnetic Theory and Geometrical Optics. John Wiley and Sons, 1965.
- Calculus, An intuitive and Physical Approach. John Wiley and Sons, 1967, 1977, Dover Publications 1998, ISBN 0-486-40453-6.
- Mathematics for Liberal Arts. Addison-Wesley, 1967, wieder veröffentlicht als Mathematics for the Nonmathematician. Dover Publications, Inc., 1985, ISBN 0-486-24823-2.
- Herausgeber: Mathematics in the Modern World – Readings from Scientific American. W. H. Freeman, 1968.
- Mathematical Thought From Ancient to Modern Times. Oxford University Press, 1972.
- Why Johnny Can't Add: The Failure of the New Mathematics. St. Martin's Press, 1973.
- Why the professor can't teach: Mathematics and the dilemma of university education. St. Martin's Press, 1977, ISBN 0-312-87867-2.
- Mathematics: The Loss of Certainty. Oxford University Press, 1980, ISBN 0-19-502754-X; OUP Galaxy Books, ISBN 0-19-503085-0.
- Mathematics: An Introduction to Its Spirit and Use; readings from Scientific American.
- Mit Abraham Wolf Crown: The Language of Shapes.
- Mathematics and the Search for Knowledge.